# Žluna japonská
Žluna japonská (Picus awokera) je datlovitý pták, měří 29 až 30 cm, hmotnost činí 120 až 138 g. Je to endemitní druh Japonska (Honšú, Šikoku, Kjúšú, Tanegašima, Jakušima…). Rozšířil se zde do tří poddruhů: P. a. awokera, P. a. horii a P. a. takatsukasae. Jedná se o běžného ptáka, populace činí odhadem 10 000 až 100 000 párů, Mezinárodní svaz ochrany přírody jej i proto považuje za málo dotčený taxon.
Je to pták smíšených listnatých a širokolistých stálezelených lesů. Ozývá se hlasitým „pijo” nebo „ket, ket“. Hnízdí od dubna do června, samice klade 7 až 8 vajec.